# Hogu's Love
Hogu's Love (hangul: 호구의 사랑; rr: Hogu-ui Sarang) também conhecida pelo título de Fool's Love, é uma telenovela sul-coreana exibida pela emissora tvN de 9 de fevereiro a 31 de março de 2015, com um total de dezesseis episódios. Baseada no webtoon de mesmo título de Yoo Hyun-sook é estrelada por Choi Woo-shik, Uee, Lim Seulong e Lee Soo-kyung.
Seu enredo refere-se ao relacionamento entre um ilustrador de webtoon e uma nadadora profissional, que se dedica a manter uma gravidez em segredo.

## Enredo
Kang Ho-goo (Choi Woo-shik) um ilustrador de webtoon, de natureza doce e ingênua, nunca teve uma namorada adequada, sua irmã gêmea, Kang Ho-kyung (Lee Soo-kyung), constantemente zomba dele e de seus melhores amigos, por estarem extremamente desprovidos de quaisquer habilidades de namoro. Já Do Do-hee (Uee), é uma atleta do time de natação coreano e possui também o status de celebridade nacional, ela conquistou a medalha de prata nos recentes Jogos Asiáticos, o que a deixa frustrada por nunca conseguir vencer uma medalha de ouro.
Ho-goo e Do-hee se conhecem desde a época da escola, onde ela era a garota mais popular do ensino médio, devido sua beleza e habilidade esportiva e ele um estudante tímido que a tinha como seu primeiro amor. Os dois acabam se reencontrando e passam um tempo juntos, sem Ho-goo saber que Do-hee possui o segredo de estar grávida. Ela pretende enterrar esse segredo, porque se a história vier a público, sua carreira seria destruída.

## Elenco

### Elenco principal
- Choi Woo-shik como Kang Ho-goo
- Uee como Do Do-hee
- Lim Seulong como Byun Kang-chul
- Lee Soo-kyung como Kang Ho-kyung

### Pessoas ao redor de  Do Do-hee
- Choi Deok-moon como So Shi-min, treinador de Do Do-hee

### Pessoas ao redor de Kang Ho-goo
- Jung Won-joong como Kang Yong-moo, pai de Kang Ho-goo
- Park Soon-chun como Kim Ok-ryung, mãe de Kang Ho-goo
- Choi Jae-hwan como Kim Tae-hee
- Lee Si-eon como Shin Chung-jae

### Pessoas ao redor de Byun Kang-chul
- Oh Young-shil como Mok Kyung-jin, mãe de Byun Kang-chul
- Park Ji-il como Byun Kang-se, pai de Byun Kang-chul
- Song Ji-in como In Gong-mi

### Outros
- Kim Hyun-joon como Noh Kyung-woo
- Go Ara como Ji-yoon
- Ha Ji-young como repórter
- Han Geun-sub
- Oh Hee-joong
- Lee Jin-kwon
- Won Woong-jae
- Ahn Soo-ho
- Shin Young-il
- Noh Min-sang
- Kwon Byung-gil
- Lee Yoon-sang
- Jang Tae-min
- Kim Hye-hwa
- Han Yeo-wool
- Moon Jae-young como diretora Yang
- Lee Joo-woo como Min-ji
- Lee Do-yeon como Han Sung-sil

### Participações especiais
- Lee Sung-min como Oh Sang-sik, cliente da loja de aluguél de manhwa (ep.1)
- Jang Young-nam como a mãe batedora de carteira (ep.2,6)
- Min Do-hee como estudante do ensino médio em Yeosu (ep.2) [5]
- Kang Joon (C-Clown) como estudante do ensimo médio  em Yeosu (ep.2) [5]

## Recepção
Na tabela abaixo, os números azuis representam as audiências mais baixas e os números vermelhos representam as audiências mais elevadas.
| Episódio | Data de transmissão original | Título                                                              | Audiência média |
| -------- | ---------------------------- | ------------------------------------------------------------------- | --------------- |
| 1        | 9 de fevereiro de 2015       | Vamos Jogar o Lixo na Lixeira                                       | 1.076%          |
| 2        | 10 de fevereiro de 2015      | Vamos Dar o Nosso Lugar para Mulheres Grávidas e Mães que Amamentam | 1.262%          |
| 3        | 16 de fevereiro de 2015      | Vamos Deixar a Lula em Seu Lugar                                    | 0.780%          |
| 4        | 17 de fevereiro de 2015      | Vamos Passar o Natal com a Família                                  | 1.270%          |
| 5        | 23 de fevereiro de 2015      | Vamos Usar Preservativos                                            | 0.772%          |
| 6        | 24 de fevereiro de 2015      | Não Vamos Perguntar Sobre o Passado                                 | 1.326%          |
| 7        | 2 de março de 2015           | Vamos Respeitar as Preferências de Alguém                           | 0.889%          |
| 8        | 3 de março de 2015           | Vamos Nos Abster de Ser Fisicamente Carinhosos em Frente de Casa    | 1.179%          |
| 9        | 9 de março de 2015           | Os Gatos de Rua Também Têm Nomes                                    | 1.029%          |
| 10       | 10 de março de 2015          | Vamos Cuidar Bem do Seu Umbigo                                      | 1.336%          |
| 11       | 16 de março de 2015          | Todos os Bebês são Bebês de Todos                                   | 0.840%          |
| 12       | 17 de março de 2015          | Não Vamos Amar a Mãe do Bebê                                        | 1.175%          |
| 13       | 23 de março de 2015          | Vamos Flertar Moderadamente                                         | 0.914%          |
| 14       | 24 de março de 2015          | Coisas Comuns São Melhores                                          | 1.418%          |
| 15       | 30 de março de 2015          | Não Vamos Esconder Nosso Rosto                                      | 0.858%          |
| 16       | 31 de março de 2015          | Vamos Todos Atravessar o Sinal Vermelho Juntos                      | 1.405%          |
| Média    | Média                        | Média                                                               | 1.096%          |

- Este drama foi transmitido por um canal de televisão por assinatura, que normalmente tem um público relativamente menor em comparação com as emissoras de televisão abertas (KBS, SBS, MBC e EBS).